# MGM Home Entertainment
MGM Home Entertainment är ett amerikanskt hemvideoföretag, som är dotterbolag åt Paramount Pictures. Det bildades 1979 som MGM Home Video. Nuvarande namn antogs 1998.

### Fotnoter
1. ↑  ”MGM/CBS Home Video” (på engelska). Tvtropes. http://tvtropes.org/pmwiki/pmwiki.php/Creator/MGMCBSHomeVideo. Läst 10 juli 2015.